# Condé-sur-Risle

Condé-sur-Risle este o comună în departamentul Eure, Franța. În 1 ianuarie 2022 avea o populație de 656 de locuitori.